# Pesca all'alborella
Nella pesca dell'alborella si usano canne comprese tra 1,5 m a 6 m, con lenze composte da galleggianti che possono variare dal peso di 0,10 g a circa 5 gr. La taratura del galleggiante avviene applicando dei pallini di piombo molto ravvicinati a 7–10 cm dall'amo. Si utilizzano ami a gambo lungo molto sottili nelle misure da 26 a 18 innescati con particolari bigattini derivanti dallo sterco di maiale da cui devono il loro nome (maialini).

## Pasturazione
Si effettua con pastura a base di pane, crisalide del baco da seta e latte in polvere, il tutto macinato molto fine. La bagnatura della pastura può avvenire in due modi.Bagnata con tanta acqua sino ad ottenere una  pappetta, che usata in acqua ferma crea un alone a galla dove vengono attirate le alborelle. Bagnata con poca acqua in modo che rimanga sfarinata. Con questo sistema si riesce a far lavorare la pastura a diverse profondità solo cambiando il grado di pressione della pastura (più la si pressa con la mano più si aprirà a maggiore profondità). Si usa prevalentemente per pescare grosse alborelle ed in acqua corrente.

## Tecnica di pesca
Deve avvenire nel modo più preciso e veloce, lanciando la lenza in acqua e pasturando ogni volta che si sta salpando l'alborella, per non fare disperdere il branco che staziona sulla pastura.